# Zetel
Zetel er en kommune i Landkreis Friesland i den tyske delstat Niedersachsen. Den ligger omkring 15 km sydvest for Wilhelmshaven og 12 km vest for Varel.

## Geografi
Mod nordøst grænser Zetel ved Idagroden med en smal stribe til havbugten Jadebusen. Den ældre del af byen Zetel ligger på en gestryg, der længere mod nord går ud i marsken. Både i øst og vest i kommunen er der større skovområder. Den sydvestlige del ar domineret af moser.

### Nabokommuner
Zetels nabokommuner er Bockhorn mod øst, Sande mod nord, Friedeburg mod vest og Uplengen mod syd. Oldenburg ligger ca. 40 kilometer mod sydøst og Emden ca. 50 kilometer mod sydvest.

### Inddeling
Kommunen består ud over hovedbyen Zetel, af følgende landsbyer og bebyggelser
| - Astede - Astederfeld - Bohlenberge - Bohlenbergerfeld - Collstede - Driefel - Ellens - Fuhrenkamp | - Neuenburg - Neuenburgerfeld - Ruttel - Ruttelerfeld - Spolsen - Schweinebrück - Klein Schweinebrück |